# 세계장신구박물관

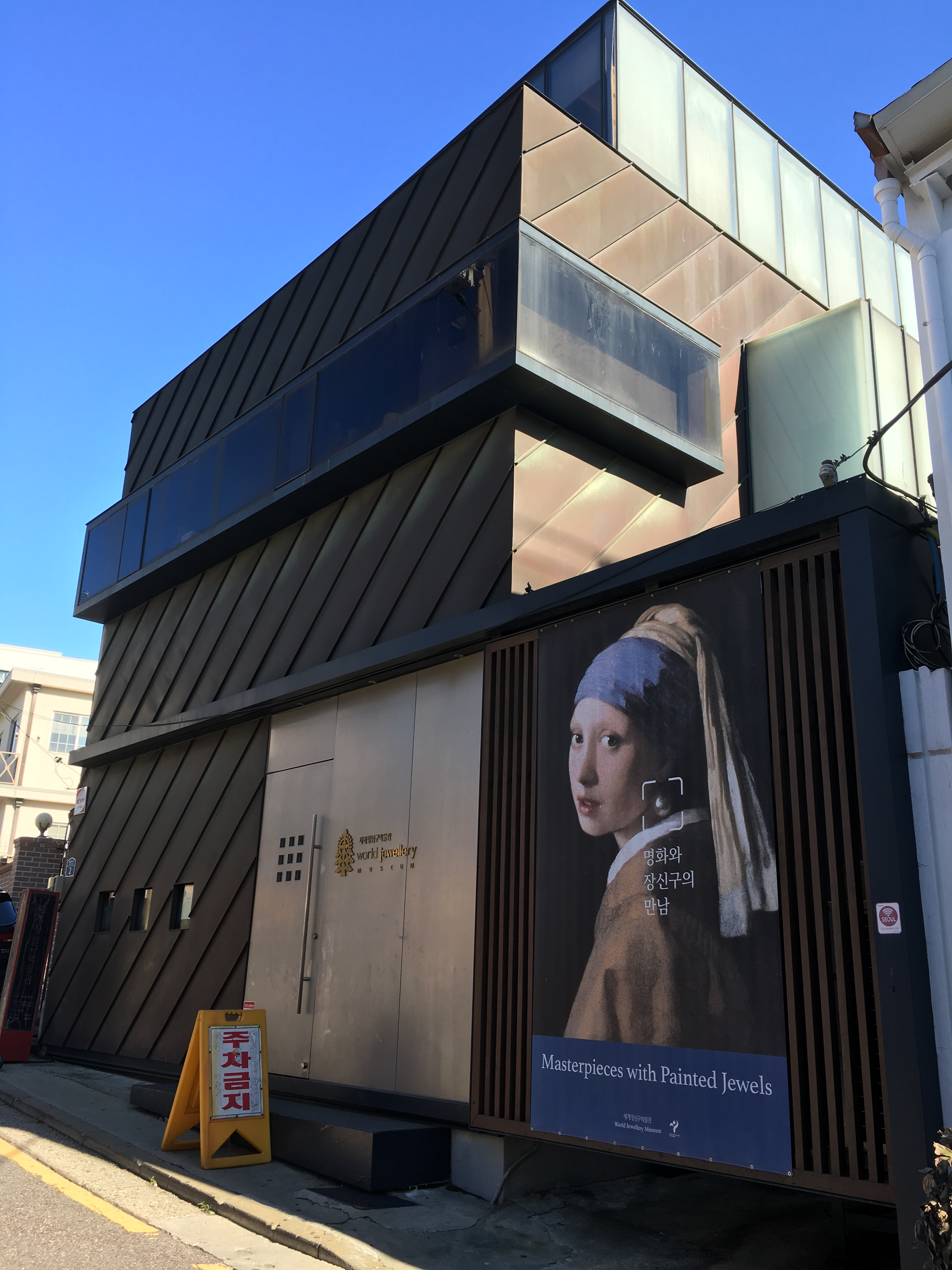

세계 장신구 박물관(World Jewellery Museum)은 서울 종로구 화동에 위치한 장신구 박물관이다. 인근에 서울교육박물관, 국립민속박물관, 가회민화박물관 등이 위치한다. 아프리카, 아시아, 유럽, 라틴아메리카를 아우르는 수많은 국가의 장신구를 소장하고 있다.
콜롬비아의 고대 장신구와 수단에 거주하는 한 부족의 상아 장신구, 에티오피아의 십자가 장신구 콜렉션, 중국의 소수민족이자 가장 다양한 장신구로 유명한 묘족의 은 장신구를 비롯해 모로코, 캄보디아, 몽골, 에리트레아, 인도, 벨기에 등 세계 각국의 전시물이 있다.
상설전시는 1층에서 열리며 특별 전시회는 2층에서 열린다. 2008년 7월부터 10월까지는 2008 베이징올림픽을 기념해 중국 장신구 특별전이 열렸다. 2019년 3월부터 예약제로 운영되고 있다.

## 같이 보기
- 대한민국의 박물관과 미술관 목록